# MyISAM
MyISAM es el mecanismo de almacenamiento de datos usado por defecto por el sistema administrador de bases de datos relacionales MySQL hasta su versión 5.5. Este tipo de tablas están basadas en el formato ISAM pero con nuevas extensiones. En las últimas versiones de MySQL, el motor InnoDB está empezando a reemplazar a este tipo de tablas por su capacidad de ejecutar  transacciones de tipo ACID y bloqueo de registros e integridad referencial.
Cada tabla de tipo MyISAM se guarda en tres archivos. Los archivos tienen el nombre de la tabla y una extensión que indica el tipo de archivo:
- .frm: almacena la definición de la tabla.
- .MYD: (MyData) contiene los registros de la tabla.
- .MYI: (MyIndex) contiene los índices de la tabla.

Para especificar que deseas usar el tipo de tablas MyISAM, se indica con la opción ENGINE al crear la tabla o modificarla, por ejemplo
```
CREATE TABLE t (i INT) ENGINE = MYISAM;
```

La principal característica de este tipo de almacenamiento es la gran velocidad que obtiene en las consultas, ya que no tiene que hacer comprobaciones de la integridad referencial, ni bloquear las tablas para realizar las operaciones por la ausencia de características de atomicidad. Este tipo de tablas está especialmente indicado para sistemas que no tienen un número elevado de inserciones como pueden ser las páginas web.

## Aria
MariaDB desarrolló un sistema similar a MyISAM llamado Aria que venía instalado por defecto desde la versión 5.1.
Desde la versión 10.4 de MariaDB todas la tablas internas usan este motor de almacenamiento.